# El Membrillo (Toledo)
El Membrillo es una localidad española del municipio de Las Herencias, perteneciente a la provincia de Toledo, en la comunidad autónoma de Castilla-La Mancha.

## Historia
A mediados del siglo XIX, el lugar, mencionado como barrio anejo al ayuntamiento de Las Herencias, tenía unas 90 casas. La localidad aparece descrita en el undécimo volumen del Diccionario geográfico-estadístico-histórico de España y sus posesiones de Ultramar de Pascual Madoz de la siguiente manera:

MEMBRILLO: barrio anejo al ayunt. de las Herencias en la prov. de Toledo, part. jud. de Talavera de la Reina: sit. á 1 1/2 leg. de su matriz: tiene 90 casas, y una igl. dedicada á la Concepcion de Ntra. Sra., servida por un teniente de fija residencia. pobl. y riqueza con su matriz (V.).
(Madoz, 1848, p. 367)

En 2022 la entidad singular de población tenía empadronados 192 habitantes y el núcleo de población 182 habitantes.